# Гоміліарій

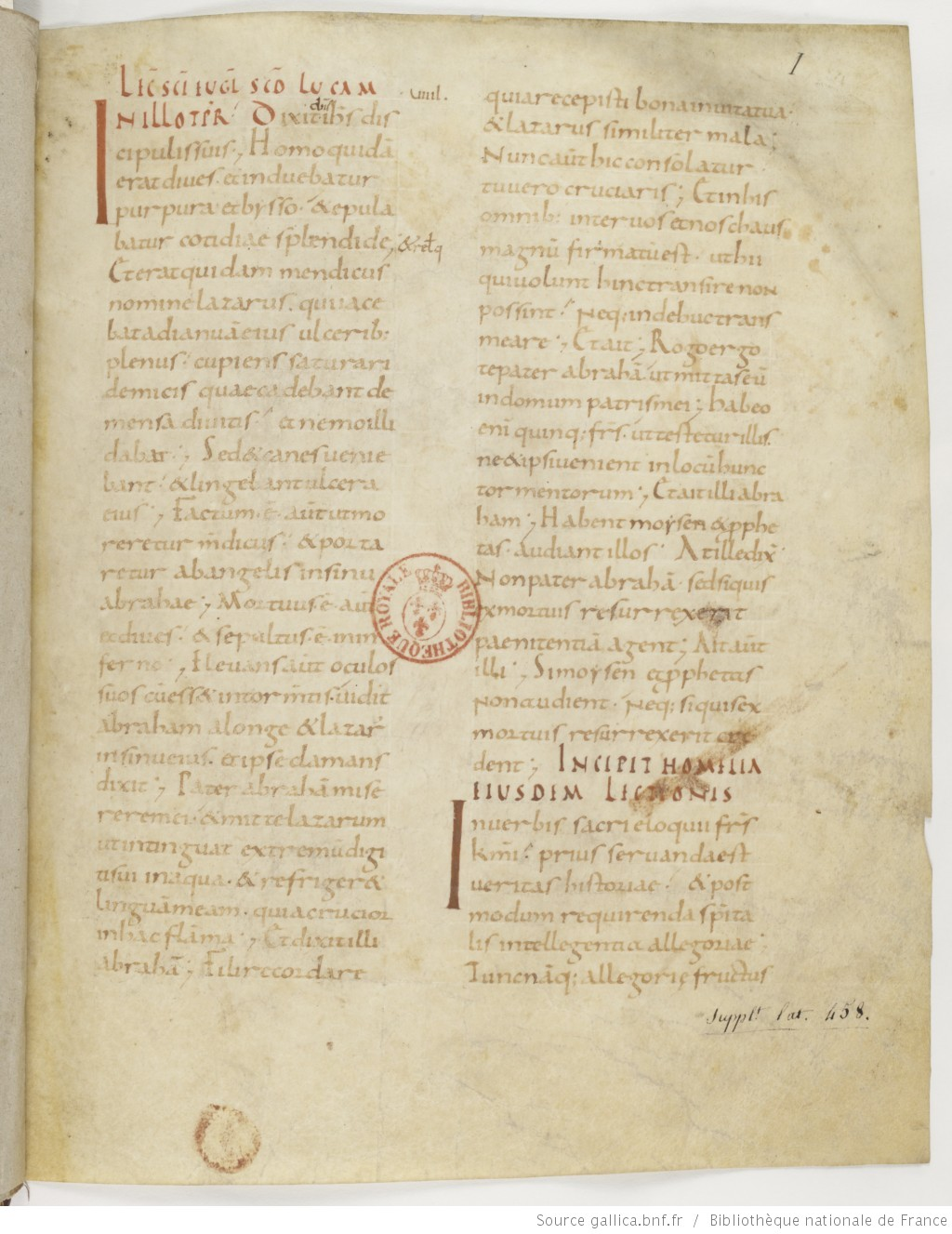
Перша сторінка гоміліарію Павла Диякона

Гоміліарій — середньовічна літургійна книга, яка містить збірники гомілій (проповідей), складених з творів Отців Церкви: Івана Золотоустого, Василія Великого, Григорія Богослова, Августина, Амвросія, Григорія Двоєслова та ін.